# Zespół Papillona-Lefèvre
Zespół Papillon-Lefèvre (ang. Papillon-Lefevre syndrome) – rzadka choroba genetyczna o dziedziczeniu autosomalnym recesywnym. Spowodowana jest mutacjami w genie CTSC w locus 11q14.1-q14.3 kodującym białko katepsyny C. Na obraz kliniczny choroby składają się periodontitis i rogowiec dłoni i stóp. Hiperkeratoza dłoni i stóp pojawia się w pierwszych miesiącach życia. Zapalenie przyzębia skutkuje utratą większości uzębienia mlecznego w wieku średnio 4 lat i uzębienia stałego w wieku 14 lat. Gorlin jako trzecią cechę zespołu dodał zwapnienia opony twardej. Chorobę opisali wspólnie jako pierwsi M.M. Papillon i Paul Lefèvre w 1924 roku.